# FORU Oceania Cup 2009
FORU Oceania Cup 2009 (in inglese 2009 FORU Oceania Cup) fu la 5ª edizione della Coppa d'Oceania di rugby a 15 organizzata da Federation of Oceania Rugby Union.
Fu disputata da quattro squadre con il metodo dell'eliminazione diretta.
Fu anche l'ultimo che si tenne su base annuale; l'edizione successiva si tenne infatti nel 2011, inaugurando la cadenza biennale.
Il torneo servì anche come primo e secondo turno della zona di qualificazione oceaniana alla Coppa del Mondo di rugby 2011: la squadra vincitrice della Coppa d'Oceania, infatti, avrebbe dovuto disputare lo spareggio continentale per l'accesso diretto alla Coppa del Mondo contro Samoa.
Le due semifinali, che furono il primo turno di qualificazione mondiale, si disputarono a Pukekohe, in Nuova Zelanda (tra le Isole Cook e Niue) e a Port Moresby (tra Papua Nuova Guinea e Vanuatu.
La finale, secondo turno di qualificazione mondiale, si tenne ancora a Port Moresby e vide la squadra di casa di Papua Nuova Guinea imporsi sulle Isole Cook per 29-21 e, oltre al titolo di campione oceaniano, guadagnarsi anche il diritto di sfidare Samoa per la piazza alla Coppa del Mondo di rugby 2011.

## Risultati
|  | Semifinali         | Semifinali         | Semifinali         |                    |            | Finale     | Finale | Finale |  |
|  |                    |                    |                    |                    |            |            |        |        |  |
|  | Isole Cook         | Isole Cook         | 29                 |                    |            |            |        |        |  |
|  | Isole Cook         | Isole Cook         | 29                 |                    |            |            |        |        |  |
|  | Niue               | Niue               | 7                  |                    |            |            |        |        |  |
|  | Niue               | Niue               | 7                  |                    | Isole Cook | Isole Cook | 21     |        |  |
|  |                    |                    |                    |                    | Isole Cook | Isole Cook | 21     |        |  |
|  |                    |                    | Papua Nuova Guinea | Papua Nuova Guinea | 29         |            |        |        |  |
|  | Papua Nuova Guinea | Papua Nuova Guinea | Papua Nuova Guinea | Papua Nuova Guinea | 29         | 86         |        |        |  |
|  | Papua Nuova Guinea | Papua Nuova Guinea |                    |                    |            |            |        |        |  |
|  | Vanuatu            | Vanuatu            | 12                 |                    |            |            |        |        |  |

### Semifinali
| Pukekohe 27 giugno 2009 | Isole Cook | 29 – 7 | Niue | ECOLight Stadium |

| Port Moresby 27 giugno 2009, ore 15 UTC+10 | Papua Nuova Guinea | 86 – 12 | Vanuatu | Lloyd Robson Oval |

### Finale
| Port Moresby 4 luglio 2009, ore 15 UTC+10 | Papua Nuova Guinea | 29 – 21 | Isole Cook | Lloyd Robson Oval |